# آندره لونوتر
آندره لونوتر (فرانسوی: André Le Nôtre‎ زاده ۱۲ مارس ۱۶۱۳ — درگذشته ۱۵ سپتامبر ۱۷۰۰) معمار و طراح باغ فرانسوی بود. او باغبان ویژه لویی چهاردهم بود که فضای سبز کاخ ورسای را طراحی کرد. لونوتر فضای باغ را بر پایه شکل‌های هندسی با سطوح پهناور و چشم‌اندازهای گسترده طراحی می‌کرد و از آبگیر، فواره و پیکره استفاده می‌نمود. کارهای او از نمونه‌های شاخص باغ فرانسوی هستند.

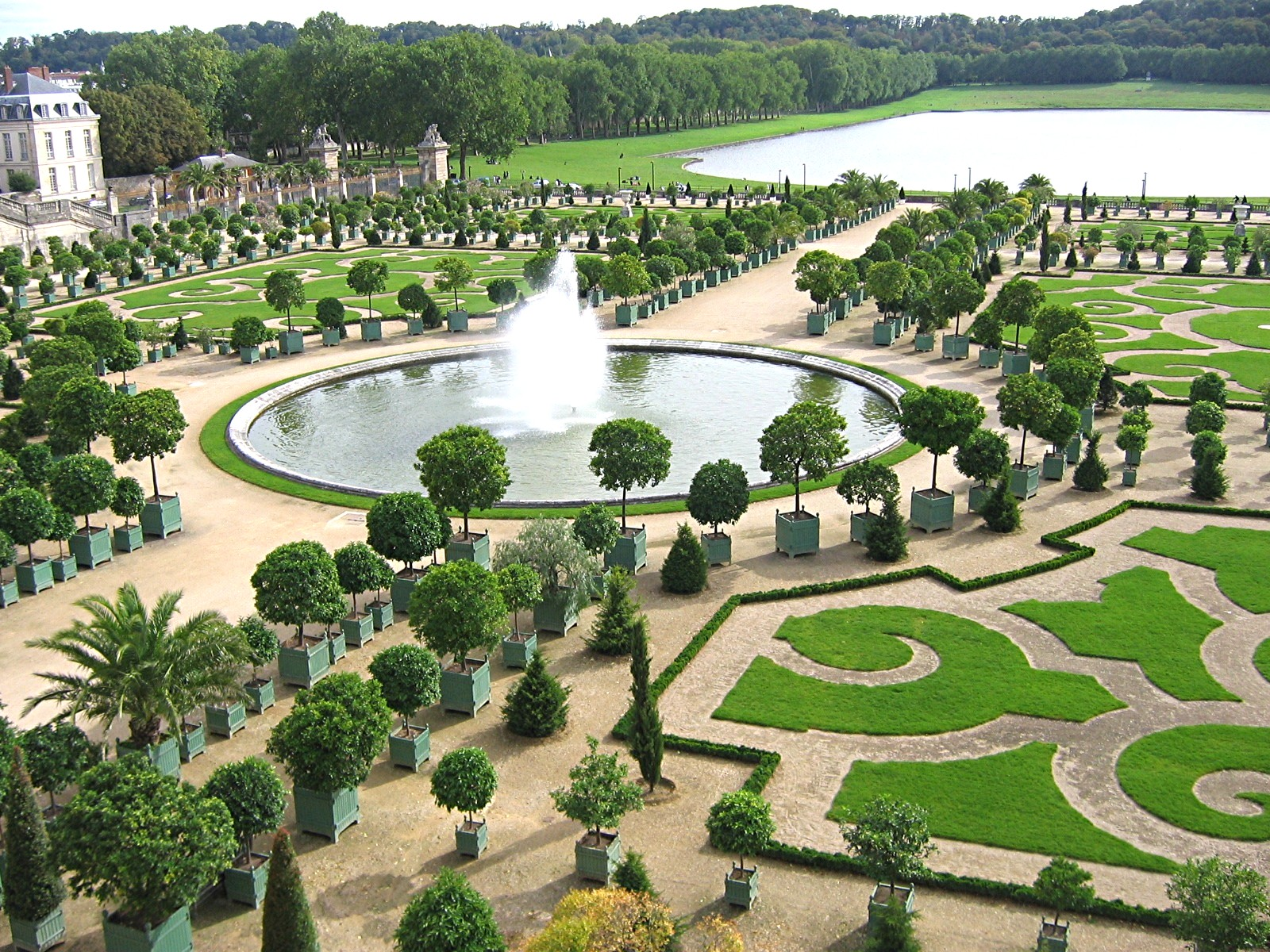
نمونه باغ فرانسوی، کاری از لونوتر، محوطه کاخ ورسای